# 阿布·巴卡尔·巴希尔
阿布·巴卡尔·巴希尔（Abu Bakar Ba'asyir，1938年8月17日—）是印度尼西亚穆斯林神职人员和唯一真主游击队的领袖。
在印尼独裁总统蘇哈托執政期间，巴希尔因各种活动，包括敦促當局执行伊斯兰教法而受到打壓，被迫流亡至马来西亚長達17年。
情报机构和联合国声称，阿布·巴卡尔·巴希尔是伊斯蘭祈禱團的精神领袖，该组织因組織策劃2002年巴厘島爆炸案而闻名，並与基地组织有联系。巴希尔也被认为是2002年巴厘島爆炸案主谋。2003年9月2日，雅加达地方法院一审判决阿布·巴卡尔·巴希尔4年监禁。2006年6月获释。2011年6月，巴希尔又因鼓动他人向恐怖主义活动提供资金被雅加达一家法院判處15年监禁。2014年8月，阿布·巴卡尔·巴希尔公开宣誓效忠伊斯兰国领导人阿布·贝克尔·巴格达迪。2021年1月8日，巴希尔因年事已高外加健康問題提前出獄。